# عمران خان (مطور ويب)
عمران خان (بالهندية: इमरान खान؛ بالإنجليزية: Imran Khan) هو مطور ويب هندي، ولد في 5 ديسمبر 1978.